# Cut the Crap
Cut the Crap es el sexto y último álbum de estudio de la banda de punk inglesa The Clash, lanzado el 4 de noviembre de 1985 por CBS Records. Fue grabado a principios de 1985 en Weryton Studios, Múnich, luego de un período turbulento: el cofundador, guitarrista principal y cocompositor principal Mick Jones y el baterista Topper Headon habían sido despedidos por el vocalista principal Joe Strummer y el bajista Paul Simonon. Jones y Headon fueron reemplazados por tres desconocidos: los guitarristas Vince White y Nick Sheppard y el baterista Pete Howard. Durante las tensas sesiones de grabación, el manager de la banda Bernie Rhodes y Strummer lucharon entre sí por el control de la composición y dirección musical de la banda.
Strummer y Rhodes coescribieron la mayoría de las canciones. Durante la producción, Rhodes se hizo cargo de los arreglos, la lista de canciones y la mezcla final. Sus elecciones de producción, que dependieron en gran medida de la preferencia de Strummer por los sonidos de batería sintetizados y la inclusión del muestreo por parte de Rhodes, fueron ampliamente ridiculizadas. Un escritor describió el sonido del álbum como descarado y aparentemente "diseñado para sonar moderno, ¡al estilo de los 80!". Rhodes eligió el título del álbum, tomado de una frase de la película postapocalíptica de 1981 Mad Max 2. En su lanzamiento, Cut the Crap fue difamado en la prensa musical del Reino Unido como "uno de los [álbumes] más desastrosos jamás lanzados por un artista importante". Strummer repudió el álbum y disolvió The Clash pocas semanas después de su lanzamiento.
El proceso de grabación y la tensión entre Rhodes y Strummer dejaron desilusionados a los otros miembros de la banda. Las contribuciones de White y Sheppard están casi completamente ausentes en la mezcla final, y Howard fue reemplazado por una caja de ritmos electrónica. Epic Records esperaba que el álbum impulsara el éxito de Clash en los Estados Unidos y planeó un video costoso para un sencillo principal.
El álbum fue mal recibido después de su lanzamiento, y todavía se considera generalmente como el peor álbum de la banda; Strummer interpretó solo una canción del álbum en vivo durante su carrera en solitario, y el álbum ha sido excluido por completo de la mayoría de las compilaciones y cajas recopilatorias de The Clash. Algunas reseñas retrospectivas han sido más comprensivas; varios críticos y escritores han elogiado la composición y la interpretación vocal de Strummer, especialmente en las pistas "This Is England", "Dirty Punk" y "Three Card Trick".

## Historia
Las dificultades internas de The Clash durante 1983 llevaron a que dos de sus miembros principales fueran despedidos: el guitarrista Mick Jones fue visto como adoptando una postura de estrella de rock que el vocalista Joe Strummer consideraba un anatema para lo que representaba la banda, y el baterista Topper Headon había desarrollado una adicción a la heroína que lo hizo poco fiable. Después de que la banda realizara ensayos en Londres durante junio de 1983, resurgieron las tensiones interpersonales. Los dos compositores principales ya no confiaban el uno en el otro, debido a la frecuente ausencia de Jones de los ensayos y el uso de sintetizadores. Tanto Jones como el bajista Paul Simonon han dicho que se negaron a firmar el contrato negociado por el manager Bernie Rhodes, quien había sido despedido anteriormente debido a diferencias personales con Jones.

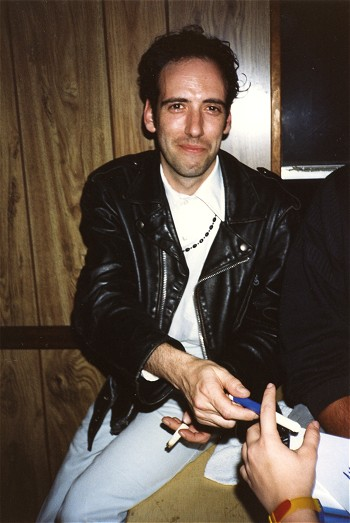
El miembro fundador Mick Jones en 1987

La relación entre Strummer y Jones estaba rota en este punto. Poco después de los ensayos, Strummer y Simonon despidieron a Jones. Una semana antes del anuncio oficial del despido, Strummer, Simonon y Rhodes comenzaron a buscar reemplazos y conocieron a Pete Howard. La banda colocó anuncios anónimos para guitarristas de reemplazo en Melody Maker. Después de audicionar a más de 100 candidatos, finalmente contrataron a los músicos desconocidos Nick Sheppard y Greg White. White adoptó el seudónimo de Vince después de que Simonon se quejara de que preferiría renunciar a tocar en una banda con alguien llamado Greg. Ambos recibieron un salario semanal de £100 en lugar de registrar contratos de grabación.
Strummer había sido el principal letrista de la banda, mientras que Jones había escrito su música. Después del despido de Jones, la banda asumió que cualquiera podía escribir una canción punk. Esto resultó ser un error y, desconocido para los miembros de The Clash, Rhodes ya había concebido su propia solución a la partida de Jones: él tomaría el control de la música.
Strummer pretendía que la segunda formación de Clash encapsulara un enfoque de vuelta a lo básico del punk. Los nuevos músicos evitaron en gran medida el estilo influenciado por el reggae de sus dos álbumes anteriores, Sandinista! (1980) y Combat Rock (1982). Strummer comenzó a referirse a la formación como "The Clash, Round Two", una frase adoptada por la prensa como "The Clash Mark II". Reservaron una breve gira por la costa oeste de Estados Unidos, debutando nuevas canciones, lo que llevó a Jones a jactarse ante el promotor de conciertos Bill Graham de que estaba planeando su propia gira con Headon como "The Real Clash". Los abogados de Jones habían congelado las ganancias de la banda tanto del US Festival como de las ventas de Combat Rock. En respuesta, Strummer escribió la canción "We Are the Clash", que, junto con "Three Card Trick", "Sex Mad Roar" y "This Is England", se estrenó durante presentaciones en vivo en enero de 1984. En total, The Clash Mark II había escrito alrededor de 20 canciones nuevas antes de ingresar al estudio para grabar lo que se convirtió en el último álbum de la banda.

## Grabación y producción

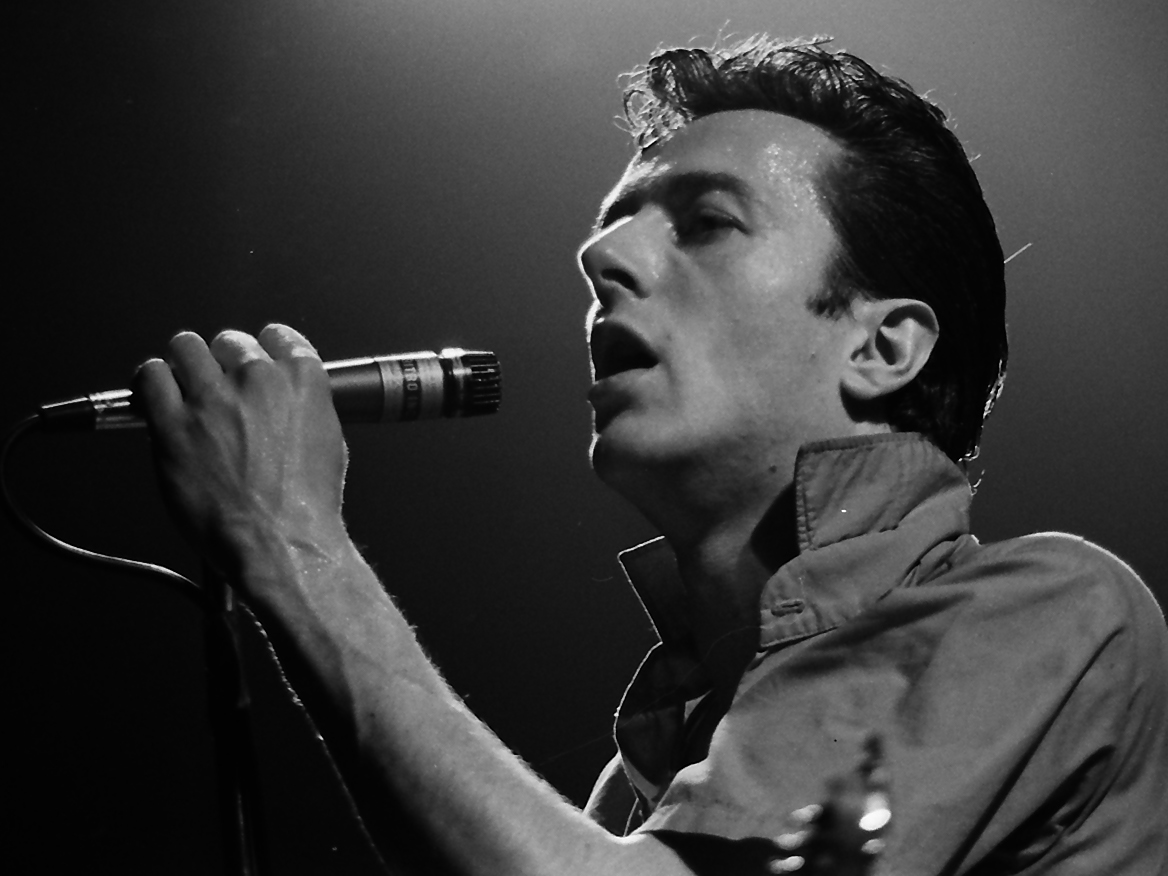
Joe Strummer tocando en el Tower Theater, 6 de junio de 1980.

El álbum fue grabado entre enero y febrero de 1985, en una mesa de mezclas de 24 pistas en Weryton Studios, Unterföhring, en las afueras de Múnich, Alemania, con algunas partes grabadas en Londres. Epic Records eligió el estudio alemán porque las finanzas de la banda dependían de una serie de casos legales en curso, incluidas las medidas de Jones para evitar que grabaran bajo el nombre "The Clash". Rhodes contrató al ingeniero Micheal Fayne sobre la base de la asequibilidad y su experiencia previa con cajas de ritmos programadas, que Strummer quería usar en el álbum porque, según Rhodes, "Joe quería competir con la caja de ritmos de Mick". Rhodes también empleó a los ingenieros Ulrich A. Rudolf, Simon Sullivan y Kevin Whyte, cada uno de los cuales aparece en la portada.
Strummer y Rhodes discreparon sobre la dirección de las grabaciones casi desde el principio. Rhodes, acreditado en la portada bajo el seudónimo "José Unidos", no tenía experiencia previa ni con la composición de canciones ni con la producción de discos. Si bien Strummer estaba satisfecho con sus demos, luchó contra su manager por la producción del álbum. Rhodes creía que había descubierto un nuevo género, buscando mezclar electro, hip hop y técnica cut-up. Reemplazó a los músicos en vivo con sonidos sintéticos y superpuso las pistas con audio de programas de televisión.

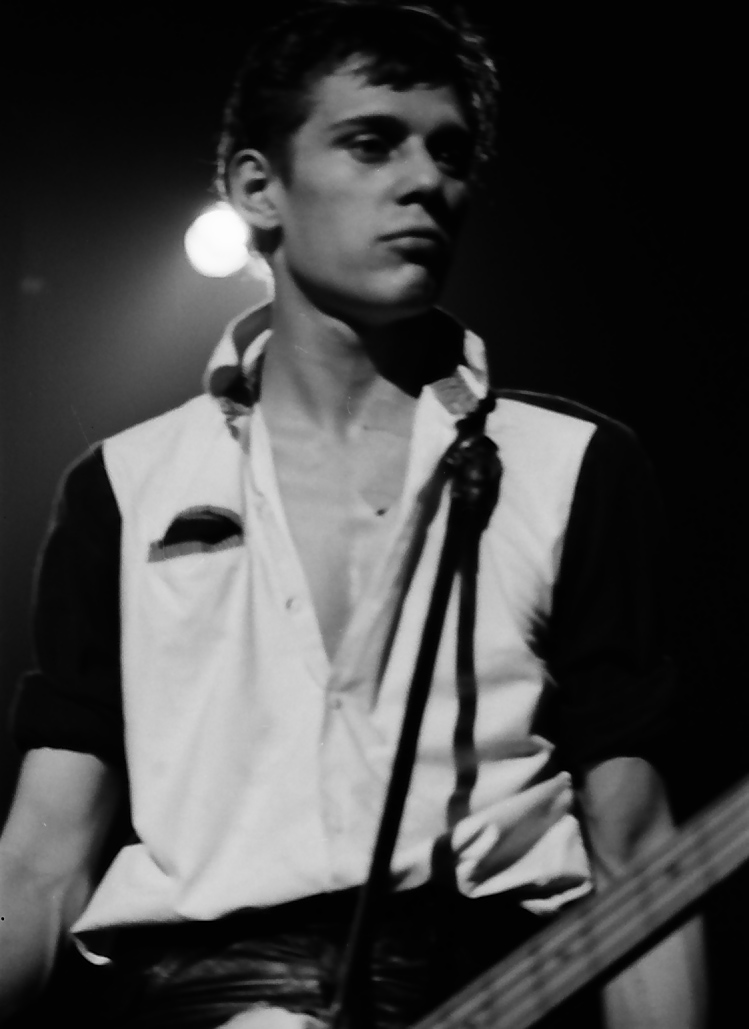
Paul Simonon en el Tower Theater en 1980. El bajista no aparece en ninguna de las grabaciones finales del álbum.

Fayne describió el trato de Rhodes a Howard como "perjudicial". Rhodes comenzaba a grabar sesiones pidiéndole al baterista que tocara lo que quisiera, pero inevitablemente respondía a las partes de Howard diciendo "no, eso no", o "no, eso tampoco". En un incidente, Rhodes apareció en la sala de grabación y comenzó a "destrozar la batería", momento en el que Howard se levantó y se fue. Fayne dijo: "Bernie no quería ninguna conexión con el pasado... Quería moverse hacia adelante, controlarlo, ser la mente maestra de todo, y lo que estaban haciendo recordaba demasiado a lo que era". Desilusionado y sin el refuerzo o la dirección de Strummer, Howard consideró seriamente dejar la banda en varios puntos.
A la mayoría de Clash y al equipo de producción les gustaron los cánticos de estilo futbolístico utilizados en algunos de los coros. Fueron inspirados en parte por los cantos comunitarios que realizó The Clash durante su gira callejera el año anterior y, por lo tanto, evocaron recuerdos de un período menos tenso de su carrera. Varias docenas de amigos y familiares proporcionaron las voces en masa, y varios miembros del equipo interno recordaron esas sesiones como el único período agradable durante la grabación del álbum. El único otro aspecto en el que estuvieron de acuerdo los músicos fue la calidad y el potencial comercial de "This is England", una canción en la que Rhodes permitió a los músicos una importante aportación creativa.
Rhodes terminó repentinamente las grabaciones y tomó las cintas maestras del estudio, después de lo cual agregó más partes del sintetizador. Aunque el uso de sintetizadores y samplers de Jones fue una de las principales razones detrás de su despido, esos instrumentos le trajeron elogios de la crítica y el público con su siguiente banda, Big Audio Dynamite. Cuando se le preguntó en ese momento su opinión sobre el álbum debut de B.A.D., Strummer lo describió como una de las "peores mierdas que he escuchado". En 1986, Strummer dijo que le habían gustado algunas de las melodías, pero "realmente las odiaba... no lo escuche [al álbum en su totalidad] hasta que estuvo en las tiendas". Strummer finalmente perdió el control de Cut the Crap a Rhodes, y se desilusionó tanto que en un momento le pidió a Jones que se reincorporara a la banda, pero este se negó.
Simonon no aparece en ninguna de las grabaciones finales; las líneas de bajo fueron interpretadas por Norman Watt-Roy, exmiembro de The Blockheads, quien no fue acreditado en la portada. Muchos críticos han lamentado la exclusión de Howard del álbum. Knowles lo describió como un baterista "asombrosamente poderoso y prodigioso", y dijo que reemplazarlo con percusión electrónica era "como reemplazar un Maserati con un Matchbox". Lamentando la decisión, Strummer prometió más tarde no volver a utilizar una caja de ritmos.

## Música y letras
El consenso entre los críticos es que las opciones de producción del álbum distraen la atención de la sólida composición de Strummer y Rhodes. Las voces de Strummer se colocan bajas en la mezcla, a veces enterradas debajo de baterías electrónicas, teclados sintéticos y efectos de estudio. El sonido a menudo se ha descrito como embarrado y desordenado debido a las pistas de guitarra de varias capas y los coros. Muchas de las sobregrabaciones de guitarra se han considerado innecesarias, dado que Sheppard y White usaban Gibson Les Pauls y, como tales, sus sonidos eran tonalmente similares, y no había variaciones significativas ni en sus progresiones de acordes ni en sus riffs. Rhodes puede haber sentido la necesidad de llenar cada canal en la mesa de mezclas de 24 pistas. El autor Gary Jucha resumió el álbum como producido por un manager cuyas ambiciones musicales se vieron superadas por la falta de experiencia.
Las voces superpuestas en los coros, que dan una sensación de cántico de fútbol, fueron vistas con dureza por los críticos en ese momento, tanto porque el efecto parecía despertar a la chusma, y se compararon desfavorablemente con los coros anteriores de Jones. La batería en gran parte no está tratada con efectos de sonido que los dejaban sonando aburridos. Knowles sugirió que agregar reverberación habría ayudado a crear un sonido más orgánico y "espacioso", por lo que las canciones no se sentirían "tan enlatadas y falsas". En contra de esto, la instrumentación en vivo es ajustada y cohesiva. Cada uno de los nuevos reclutas era un músico habilidoso, y acababan de salir de una gira durante la cual Rhodes les había dado instrucciones de no variar las estructuras de las canciones o los conductores de guitarra entre presentaciones.

### Lado uno
"Dictator", una de las primeras canciones que tocó la nueva formación durante su gira europea, ha sido descrita como "la elección más pobre posible para la pista de apertura". El crítico musical Lennox Samuels escribió en 1985 que la canción es "una mezcla desordenada de vientos y una voz en off similar a Pink Floyd". La versión del álbum omite el puente de la versión en vivo, cambia el patrón de batería y reemplaza la mayoría de las partes de guitarra con líneas de sintetizador atonal. El periodista musical Martin Popoff describió la descripción de la letra de un gobierno autoritario centroamericano como "sorprendentemente plana y muerta". El crítico Mark Andersen lo describió como "uno de los temas nuevos menos exitosos".
La canción basada en la guitarra "Dirty Punk" está construida a partir de una estructura básica de tres acordes que recuerda al álbum debut homónimo de la banda. White creía que debería haber sido el sencillo principal y podría haber sido un éxito. Aunque en general fue bien recibida, los críticos descartaron su sonido de batería sintética por considerarlo en desacuerdo con su sonido de vuelta a lo básico. La pista fue escrita justo después de la gira de 1984, cuando Strummer estaba atendiendo a su madre enferma terminal, por lo que se supone que la mayoría de las letras fueron compuestas por Rhodes. Están escritas desde el punto de vista de un joven punk que se siente eclipsado por un hermano mayor, pero la historia está contada en términos tan sencillos que se ha caracterizado por tener "letras neandertales que se leen como si fueran una parodia de una canción punk rock". La relativa simplicidad de la letra fue criticada por Vulture, quien la describió como similar a "la producción de los 80s de Mick Jagger, cliché suave por cliché suave".
La letra del grito de guerra de "We Are the Clash" a veces se ve como una respuesta desafiante a la demanda de Jones. La versión del álbum difiere sustancialmente de las grabaciones en vivo anteriores y de una demo de 1983. Está más pulida, la letra se ha cambiado en partes, el tempo se ha ralentizado, el puente se ha cambiado a una introducción y se ha eliminado el coro de llamada y respuesta. La canción ha recibido críticas mixtas. Fue criticado por su política confusa y su sonido delgado, el solo de guitarra y los cantos vocales de fondo, en particular, carecen de frecuencias bajas. Vulture lo colocó en último lugar en su clasificación de 2017 de las 139 canciones de The Clash, de peor a mejor. Rolling Stone se mostró en desacuerdo con el título de la canción, calificándola de "una mentira absoluta" a la luz de la exclusión del álbum de tanto Jones como Headon. El crítico musical Tony Fletcher respondió al cántico de "We Are the Clash" con las palabras "No, no lo son... son una pálida imitación de Sham 69 en la discoteca". Al biógrafo de Clash, Chris Knowles, no le gustó la producción de Rhodes, pero admiró la composición de Strummer y considera la versión del álbum como una oportunidad perdida dado que la canción había sido una de las favoritas en vivo.
"Are You Red..Y" se había titulado originalmente "Are You Ready for War". "Cool Under Heat" es una balada de reggae cuyas opciones de producción han sido criticadas como desordenadas y confusas, varios escritores señalan que sus fuertes letras y melodías están enterradas debajo de un revoltijo de instrumentos extraños y efectos de estudio. El sonido de la guitarra es especialmente plano y restringido por una producción demasiado comprimida. Popoff encontró la versión del álbum inferior a las versiones en vivo de Clash que recordaban a los Pogues, que la banda había tocado en una gira callejera de principios de 1985.
El escritor Sean Egan describió la primera línea de "Movers and Shakers", "The boy stood in the burning slum" ("El niño estaba en un barrio bajo en llamas"), como "una pieza de autoparodia inconsciente que probablemente sea la peor línea que haya aparecido en un disco de Clash". Fletcher calificó la letra de "insoportable" dado que Strummer era entonces una estrella de rock exitosa, pero se resignó con la observación "afortunadamente para él, no había suficiente gente escuchando para sentirse realmente ofendida". Aparte de la letra, la programación de batería de la canción ha sido criticada por su torpeza, aunque la melodía vocal ha sido elogiada.

### Lado dos
"This Is England" abre la cara dos y es ampliamente considerada como la pista más destacada del álbum. Fue lanzado como el último sencillo de la banda y el propio Strummer lo llamó "la última gran canción de Clash". Coescrita por Strummer y Rhodes, la canción conserva algunas de las influencias reggae de sus álbumes anteriores. Como "We Are the Clash", su coro se canta en un cántico de fútbol, pero aquí es más alto en la mezcla. Las guitarras también son prominentes, pero la percusión es nuevamente proporcionada por una pista de batería. Lennox lo describió como un "panorama melodioso y bellamente elaborado de la decadencia social en Inglaterra, donde las filosofías políticas luchan por la hegemonía mientras el país se hunde en un declive ignominioso y millones de jóvenes recurren al paro". La letra transmite alienación social, lamentando el estado de ánimo nacional en 1985; la línea "South Atlantic wind blows" ("El viento del Atlántico Sur sopla") se refiere a la Guerra de las Malvinas. Escribiendo para Vulture en 2017, el escritor Bill Wyman describió la canción como la única pista exitosa de Cut the Crap, escribiendo que "el collage de sonido y las suaves y problemáticas líneas de sintetizador sustentan la canción infaliblemente, y por una vez el coro gritado por el grupo, aunque todavía demasiado alto, transmite un significado pálido. Este no puede haber sido un buen momento para Strummer, y puedes escucharlo en su voz, mientras canta esto".
La producción del favorito en vivo "Three Card Trick" ha sido elogiada por ser relativamente ordenada, aunque contiene aplausos programados. Jucha dijo que la versión en vivo era lo suficientemente buena como para haber aparecido en cualquier álbum de Clash, y que Strummer había desarrollado una habilidad real para escribir canciones de medio tiempo. La pista comienza como una sencilla canción punk con una sencilla línea de bajo Ska.
El escritor Mark Andersen describió a "Fingerpoppin" y a "Play to Win" como esencialmente canciones con calidad de lado B que deberían haber sido excluidas de la lista de canciones. Este último es un collage de sonido que Popoff considera incoherente y básicamente "ruido, bongos y conversaciones fragmentadas sin sentido entre Joe y Vince". Aunque la batería se considera demasiado baja en la mezcla, y los coros gritados se han descrito como parecidos a Adam and the Ants, su versión demo se considera superior.
La penúltima pista "North and South" fue escrita y cantada por Sheppard. Cuenta con una línea de guitarra simple y una producción ordenada, y a menudo se ha destacado como una de las pistas más fuertes del álbum. La última canción del álbum, "Life Is Wild", es la única pista que no se había tocado en vivo antes. Su coro, estilísticamente similar al subgénero punk Oi!, fue descrito por Popoff como un "curioso y ruidoso rock de fiesta que tiene poco sentido" y planteó la pregunta de por qué un compositor de la habilidad de Strummer escribiría "tales banalidades".

## Arte de tapa y título del álbum
La portada del álbum fue concebida por Rhodes, quien contrató a Mike Laye para que tomara las fotografías. La obra de arte fue subcontratada a Eddie King y Jules Balme, el director de arte de Stiff Records, quienes anteriormente habían supervisado las portadas de Sandinista! y Combat Rock. Muestra a un punk, aparentemente el hermano de King, vestido con un mohawk, una chaqueta de cuero negra y gafas de sol, todos ellos marcadores de la moda punk de los ochenta. La imagen se renderiza para que el retrato parezca un póster pegado a la pared. Una imagen similar aparece en el lanzamiento de 7 pulgadas de "This Is England". Una litografía de la portada está en poder del Museo de Arte Moderno de Nueva York, que atribuye un "diseñador desconocido".
Rhodes tituló el álbum, tomando las palabras "cut the crap" de una escena de la película posapocalíptica Mad Max 2 de 1981, cuando el personaje de Mel Gibson, Max Rockatansky, insiste en conducir el petrolero del que depende la supervivencia de los colonos: " Vamos, déjate de tonterías. Soy la mejor oportunidad que tienes" ("Come on, cut the crap. I'm the best chance you've got."). Según Jucha, el sentimiento reflejaba la visión que la banda tenía de sí mismos a mediados de la década de 1980: "la banda inspirada en la vuelta a lo básico, Clash, Round Two  —como la banda inicial de punk rockers del Reino Unido— iban a erradicar las bandas sin sentido del New Romantic que dominaban el mundo del pop británico. Eran 'la mejor oportunidad que tenía [el mundo]". Sin embargo, el título es muy desagradable; Jucha lo describió como "horrible".

## Recepción
Para cuando la nueva formación de "Mark II" lanzó Cut the Crap el 4 de noviembre de 1985, eran una banda en vivo consumada, y habían escrito e interpretado varias canciones que aparecerían en el álbum final; algunos habían sido favoritos en vivo. Sobre la base de sus recientes conciertos, la prensa británica esperaba con optimismo el lanzamiento del álbum. Epic Records anticipó que tanto la brecha de tres años desde Combat Rock junto con su sonido actualizado, resultarían en elogios de la crítica y altas ventas. En el período previo a la promoción, Strummer le dijo al periodista Richard Cook que no iba a publicar ningún material nuevo hasta que supiera que podría "durar diez años". La mayoría de los críticos y fanáticos se sintieron decepcionados con su lanzamiento, especialmente con su sonido y valores de producción, y la omisión de las pistas en vivo destacadas "In the Pouring Rain" y "Ammunition" (generalmente titulada "Jericho" en las grabaciones piratas contemporáneas).
Cut the Crap vendió poco en comparación con los lanzamientos anteriores de Clash, alcanzando solo el número 16 en las listas del Reino Unido y el número 88 en los Estados Unidos. En el momento del lanzamiento, los críticos británicos y estadounidenses por igual vieron el álbum en una luz desfavorable. Melody Maker y NME publicaron críticas marcadamente negativas, la última de las cuales se tituló "De ninguna manera, José" en referencia sarcástica al crédito de producción de "José Unidos". Reflejando el consenso de la crítica en ese momento, Mike Laye, un escritor, fotógrafo y conocedor de Clash, dijo que la banda debería "simplemente quitar el 'Cut' del título, porque para mí esto [es] una mierda". Robert Christgau, quien apoyó a The Clash desde hace mucho tiempo en los Estados Unidos, ofreció solo elogios moderados en una reseña de Village Voice que aludía al boca a boca negativo y resumía la mayor parte del álbum como "obstinado, alegre, elegíaco y en conjunto". El periodista musical Richard Cromelin encontró las canciones uptempo del álbum menos efectivas que las de discos anteriores de Clash, pero concluyó que el canto de Strummer es convincente y "This Is England" y "North and South" hacen que el disco sea "más que aceptable".
La ausencia de Jones y Headon llevó a muchos a considerarlo como un álbum en solitario de Joe Strummer, una impresión que se solidificó aún más porque la participación de Simonon se limitó solo a la etapa de preproducción. Sus deficiencias se atribuían a menudo a la evidente desilusión de Strummer con el grupo y al hecho de que estaba afligido por la reciente muerte de sus padres. Joe Sasfy de The Washington Post escribió que "la versión revisada de The Clash suena como un facsímil pálido y fantasmal de esta una vez gran banda"; no le gustaban los "[fastidiosos] coros confusos" y descubrió que "el intento de Strummer de animarlos con trompetas crea un desorden desgarbado de sonido". De manera similar, Richard Defendorf del Orlando Sentinel describió el disco como un "a veces vergonzosamente anacrónico... intento de reavivar la energía punkista y militante de The Clash". El crítico musical Liam Lacey fue más favorable y concluyó que, dada la fuerza de" This Is England ", "en su forma cursi y autoengrandecedora, la nueva Clash puede estar en algo".
Cut the Crap ha sido revaluado favorablemente en algunas revisiones retrospectivas, muchas elogiando la composición y la interpretación vocal de Strummer. El escritor Jon Savage elogió el álbum en su influyente libro de 1991 sobre la historia del punk, England's Dreaming, destacando el "uso innovador del ritmo y la atmósfera del rap". Sin embargo, su reputación de fracaso, o al menos de oportunidad perdida, ha perdurado. En 2002, Stephen Thomas Erlewine describió "This Is England" como "sorprendentemente nerviosa" en un disco que, en su opinión, es "punk rock cansado y formulado que no tiene la agresión o el propósito de los primeros discos de The Clash".

## Repercusiones

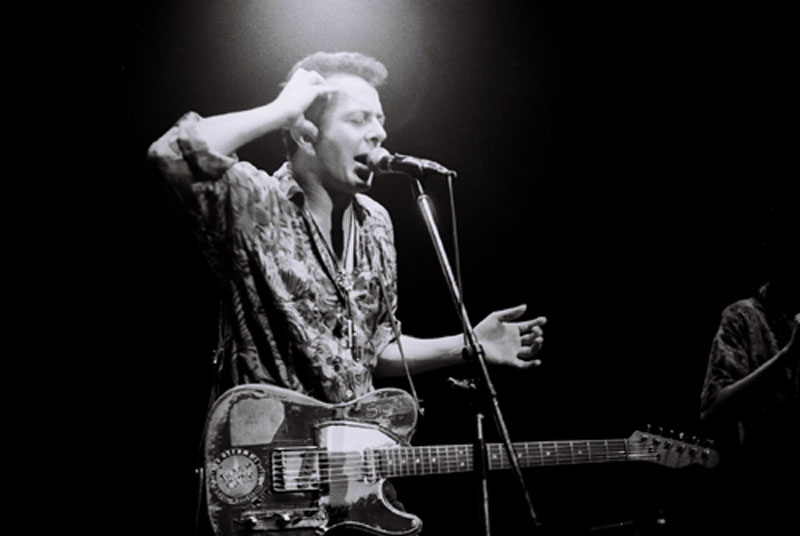
Strummer en concierto, como apoyo de The Pogues, Japón, 1992

Strummer estaba deprimido tanto por el sonido del álbum como por la valoración crítica. Cuando se le preguntó en 1986 cómo le afectaban las críticas, respondió: "Claro que las leí, pero no necesitaba que me lo dijeran. Era como cuando eres más joven y estás tratando de hacer una cita con una chica. pero ella no quiere nada de eso. Sigues regresando, tratando de engañarte a ti mismo que esta vez será mejor". Estaba particularmente molesto porque la gente había pensado que el seudónimo de "José Unidos "acreditado como productor era él en lugar de Rhodes, y dijo que "no habría sido tan malo si Bernie hubiera tenido la culpa, pero eso era insoportable". El álbum fue citado por varios críticos contemporáneos como un síntoma de por qué el punk rock había fracasado. Strummer dijo en 1988: "Para alguien que dice que yo era ... 'el portavoz de su generación y usted lo jodió', le digo que sí, pero lo intentamos". Admitió que había emprendido el proyecto en parte. para demostrar que Jones no había sido el único compositor de The Clash.
Epic Records tenía la intención de hacer una gira poco después del lanzamiento, pero hubo problemas prácticos que lo hicieron imposible. Ante todo, Strummer estaba exiliado en España y se negó a participar en la promoción del disco; incluso había amenazado con emprender acciones legales para evitar su publicación. Después de su tratamiento durante la grabación del álbum, White y Howard se mostraron reacios a comprometerse con el material. Finalmente, dado que Rhodes había revisado mucho las canciones originales y había utilizado tantas muestras y efectos de estudio, él y Strummer no estaban de acuerdo sobre cómo se deberían tocar las pistas en vivo. Strummer disolvió la banda ese octubre, dando a cada uno de los miembros restantes mil libras cada uno como indemnización. Howard le dijo, con algo de amargura, que "aquí es donde te llevó" por seguir el ejemplo de Bernie, una declaración a la que estuvo de acuerdo.
Bajo la presión de Epic para sacar a la banda de gira para promocionar el álbum, Rhodes pidió a los tres miembros restantes que consideraran contratar a un nuevo cantante, racionalizando que "The Clash siempre ha sido una idea ... Ahora, cómo llevar esa idea ¡al siguiente nivel!". Consideraron brevemente la posibilidad; Rhodes hizo la sugerencia a Simonon, una posición que el bajista rechazó resueltamente hasta que Strummer disolvió oficialmente el grupo. Strummer luego se reunió con Jones para el segundo álbum de Big Audio Dynamite, No. 10 Upping St. (1986), coproduciendo el álbum con él y escribiendo cinco canciones juntos.
Cut the Crap fue remasterizado y relanzado en Europa a mediados de la década de 2000, con el bonus track "Do It Now". La reedición no se anunció y no se promovió. Llegó después de que el resto del catálogo de la banda fuera reeditado entre diciembre de 1999 y enero de 2000 en Estados Unidos. El álbum no fue mencionado en el documental de la banda The Clash: Westway to the World (2000) y fue reconocido solo brevemente en la biografía ilustrada oficial The Clash (2008), sin recibir una descripción general como lo hicieron los primeros cinco álbumes. El álbum ha sido omitido de muchas compilaciones, box-sets y reediciones de The Clash, incluyendo The Story of the Clash (1988), Clash on Broadway (1991), The Singles (1991), Sound System (2013) y 5 Album Studio Set (2013). Según Simonon, Cut the Crap fue excluido porque no fue visto como un álbum real de Clash, ya que ni Jones ni Headon estuvieron involucrados.
El director Shane Meadows en 2006 usó el título This is England para su película y programa de televisión centrado en los jóvenes skinheads y punks Oi! en Inglaterra en la década de 1980, en referencia a la canción de Cut the Crap.

## Listado de temas
Las líneas internas del disco acreditan todas las canciones a Joe Strummer y Bernie Rhodes.
1. "Dictator" – 3:00
2. "Dirty Punk" – 3:11
3. "We Are the Clash" – 3:02
4. "Are You Red..Y" – 3:01
5. "Cool Under Heat" – 3:21
6. "Movers and Shakers" – 3:01
7. "This Is England" – 3:49
8. "Three Card Trick" – 3:09
9. "Play to Win" – 3:06
10. "Fingerpoppin'" – 3:25
11. "North and South" – 3:32
12. "Life Is Wild" – 2:39

## Personal

### The Clash
- Joe Strummer - voz principal, guitarras

- Nick Sheppard - guitarra, voz principal en "North and South"
- Paul Simonon - bajo en algunas canciones (incluyendo "Do It Now")

### Músicos adicionales
- Vince White - guitarra adicional en "Do It Now"
- Norman Watt-Roy – bajo[77]
- Hermann Weindorf (como o "Herman Young Wagner") – teclados, sintetizadores
- Michael Fayne – máquinas de ritmos, voz en "Play to Win"
- Pete Howard – batería en  "Do It Now"

### Producción
- Bernard Rhodes – productor (acreditado como "Jose Unidos")[78]